# جان واتکینز
جان ویلیام نویل واتکینز (به انگلیسی: John W.N..Watkins) (زاده ۳۱ ژوئیه ۱۹۲۴ در واکینگ -مرگ ۲۶ ژوئیه ۱۹۹۹ در سالکومبه) فیلسوف انگلیسی بود و از سال ۱۹۶۶ تا زمان بازنشستگی‌اش در سال ۱۹۸۹، در مدرسه علوم اقتصادی و سیاسی لندن تدریس می‌کرد.
پس از بازنشسته شدن پوپر، جان واتکینز کرسی او را در اختیار داشت. یوسف علی‌آبادی از شاگردان اوست. او دستیار علمی جان واتکینز هم بود و واتکینز وصیت کرده بود که پس از مرگش علی‌آبادی عهده‌دار میراث علمی‌اش باشد.